# Feliu de Girona
|  | Per a altres significats, vegeu «Feliu de Girona (diaca)». |

Feliu, Fèlix de Girona o Feliu l'Africà fou un màrtir gironí mort durant l'última persecució de Dioclecià contra els cristians. No s'ha de confondre amb el sant també gironí Sant Feliu diaca, llegendari company de Sant Narcís.

## Primers anys
Sant Feliu nasqué a Scillis, prop de Cartago, en el si d'una família acomodada, l'últim terç del segle iii. Cursà els seus estudis a Cesarea Marítima, juntament amb Sant Cugat, on té els primers contactes amb cristians. Es converteix ràpidament al cristianisme i és batejat.

## Vida a Girona

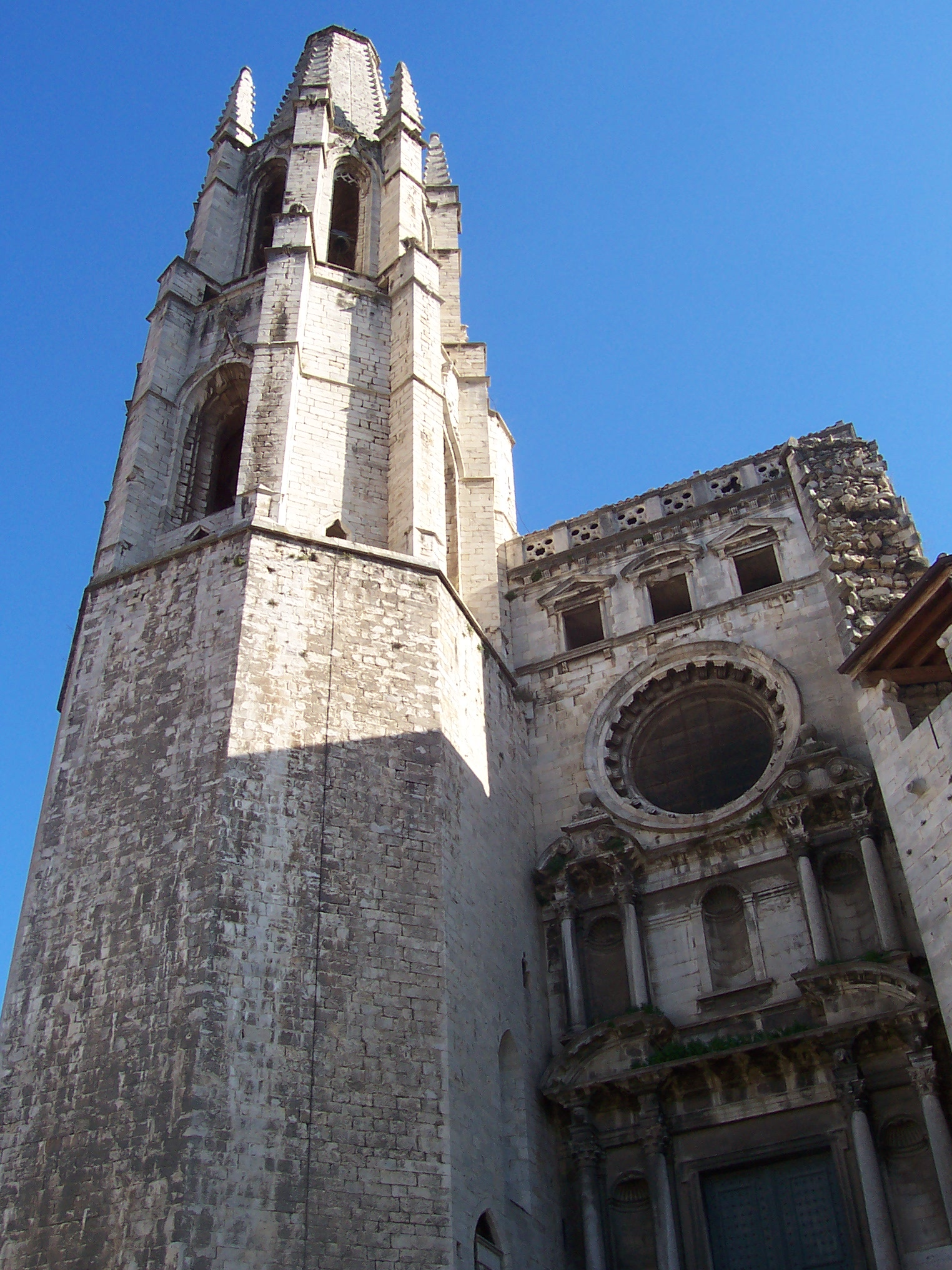
Església de Sant Feliu (Girona), sobre el lloc d'enterrament del sant.

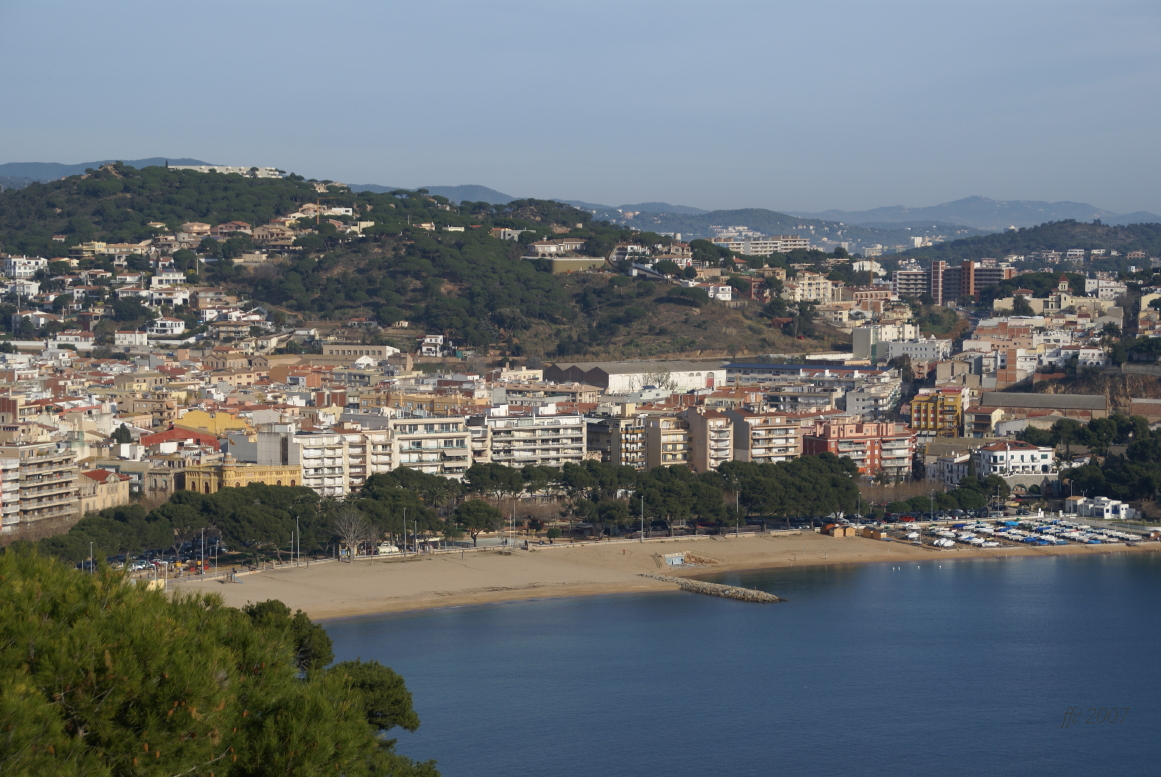
Sant Feliu de Guíxols va ser el lloc del martiri del sant.

El 303, Dioclecià havia donat l'ordre d'extermini dels cristians en la que serà l'última de les grans persecucions contra el cristianisme a l'Imperi romà. A la Tarraconensis, la persecució serà duta a terme pel pretor Dacià. Feliu i Cugat decidiren abandonar Scillis, on la persecució encara no havia arribat, disfressats de mercaders i marxar a ajudar els cristians de les zones on la persecució és més dura. Se'n van a la Tarraconensis i, mentre Cugat s'adreça cap al Castrum Octavianum (Sant Cugat del Vallès), Feliu va més al nord.
Feliu arribà a Empúries i d'allí a Girona, on s'establí. Hi promogué la fe cristiana i agafà molt renom entre els habitants de la ciutat; les autoritats romanes, alarmades, el detingueren.

## Martiri
Les actes del seu martiri han estat molt adulterades, segurament per a commoure més els fidels i fer el sant més admirable. Segons s'hi conta, les autoritats gironines dugueren a Feliu davant del tribunal del pretor, qui l'envia a la presó i, més tard, el declarà culpable. Patí diferents tortures, i després el lligaren a uns cavalls i l'arrossegaren per tot el poble. Diuen les actes que fou guarit miraculosament de les seves ferides i passà a diferents pobles. Quan era a Sant Feliu de Guíxols, li lligaren una roda de molí al coll i el llençaren al mar des de la punta dels Guíxols, però novament per intervenció divina, fou salvat. Els goigs del sant diuen:
Des dels Guíxols sou llançat / al mar, amb una gran mola. / Un àngel des del cel vola / i a la platja us ha portat / que en honra vostra es diu / Calassanç des d'aquell dia.
Finalment la condemna es compleix i és mort sota el suplici d'estirar-li la pell i la carn amb ganxos de ferro.

## Devoció
Feliu va ser enterrat a Girona i sobre el martyrium va aixecar-se la que avui és l'Església de Sant Feliu. El sepulcre i la basílica que s'hauria bastit al damunt van convertir-se, ja durant els segles IV-V, en un dels símbols d'identitat i de prestigi de la ciutat durant l'antiguitat tardana, època en què el centre martirial hauria esdevingut un dels més importants centres de pelegrinatge d'Hispània. Fins i tot el mateix rei visigot Recared (586-601) va regalar al sepulcre del sant una corona votiva d'or.
El seu culte, a més, es va difondre amb molta força entre les principals ciutats del sud de la Gàl·lia (Tours i Narbona), d'Hispània (Toledo, Lleó, Xàtiva, Còrdova, Cadis, Saragossa o Sevilla), i, fins i tot, del nord d'Àfrica (Mezloug o Guelma).
La veneració que assolí la figura del màrtir gironí en el marc de l'Església hispànica visigòtica (segles VI-VII) es traduí en la composició d'un ric conjunt de textos litúrgics (passió, himne litúrgic, misses, etc.) pensats per a ser llegits durant la commemoració anual del seu martiri (1 d'agost), acabant per esdevenir una de les festivitats més solemnes del calendari litúrgic visigòtic hispànic.

## Iconografia
La referència principal, quant a la iconografia de sant Feliu de Girona, és el retaule major de la mateixa església de Sant Feliu de Girona, obra de Joan de Borgonya, del qual se'n conserven sis taules al Museu d'Art de Girona: Feliu salvat de les aigües pels àngels, Feliu arrossegat per cavalls, Feliu davant el tirà Rufinus, predicació de sant Feliu, Feliu empresonat i crucifixió de sant Feliu.